# Каинлыковский сельсовет
Каинлыковский сельсовет  — муниципальное образование в Бураевском районе Башкортостана.

## История
Согласно «Закону о границах, статусе и административных центрах муниципальных образований в Республике Башкортостан» имеет статус сельского поселения.

## Население
| 2002  | 2009  | 2010  | 2012  | 2013  | 2014  | 2015  |
| ----- | ----- | ----- | ----- | ----- | ----- | ----- |
| 1620  | ↘1585 | ↘1355 | ↘1312 | ↘1267 | ↘1204 | ↘1163 |
| 2016  | 2017  |       |       |       |       |       |
| ↘1154 | ↘1131 |       |       |       |       |       |

## Состав сельского поселения
| № | Населённый пункт | Тип населённого пункта       | Население |
| - | ---------------- | ---------------------------- | --------- |
| 1 | Каинлыково       | село, административный центр | ↘243      |
| 2 | Кулаево          | деревня                      | ↘374      |
| 3 | Саитбаево        | село                         | ↘282      |
| 4 | Карабаево        | деревня                      | ↘239      |
| 5 | Бигиняево        | деревня                      | ↘183      |
| 6 | Сибирганово      | деревня                      | ↘34       |